# 로맨스 (1998년 드라마)
《로맨스》는 1998년 8월 8일부터 1998년 10월 25일까지 방영된 SBS 주말극장으로, 주말 드라마였지만 전체 24부작으로 구성되어 당시로서는 드물게 미니시리즈처럼 속도감 있게 전개하는 방식을 시도하였다.
생동감이 넘치지만 불투명한 미래가 불안한 20대, 인생에 대한 체념을 안정감이라고 자위하는 30대를 대표할 네 명의 남녀 주인공이 우연한 만남과 운명을 거부하기도 하고 순응하기도 하면서 진정한 행복을 찾아가는 멜로 드라마이다.

## 줄거리
노처녀 지숙은 첫사랑의 상처를 간직한 채 오빠가 운영하는 출판사에 일하고 있다. 속마음은 순수하지만 애교도 없고 까다로운 성격이다.
역시 노총각인 춘봉은 중학교 과학교사로 근무하면서 밤에는 얼굴 없는 작가로 활동해 번 돈을 모두 장학사업에 투자하는 독지가이다. 진실한 사람됨과는 달리 덜렁거리는 성격에 겉모습은 촌스러워 연애를 한 번도 해보지 못했다.
어느 날 지숙은 어머니의 성화에 못이겨 억지로 선을 보러 나가는데 맞선 상대인 춘봉은 문제 학생들을 선도하다가 첫만남부터 약속 시간에 늦어 좋은 인상을 주지 못한다. 지숙과 춘봉은 결혼하기로 하지만 자꾸만 일이 꼬여간다.

## 등장 인물

### 주요 인물
- 이경영 : 유춘봉 역 - 노총각, 학교 선생
- 이영애 : 한지숙 역 - 노처녀, 출판사 직원
- 김호진 : 이현세 역 - 공연 기획사 직원
- 황수정 : 최승희 역 - 구성 작가

### 주변 인물
- 나문희 : 강 여사 역 - 춘봉의 어머니
- 장용 : 승희 부 역 - 세탁소 운영
- 김형자 : 승희 모 역
- 이영하 : 한지훈 역 - 지숙의 오빠
- 양금석 : 조영주 역 - 지훈의 처, 과학 주임
- 임유진 : 최승준 역 - 승희의 남동생
- 안연홍 : 김혜원 역 - 춘봉의 학교 선생
- 이보희 : 이수진 역 - 지훈의 첫사랑
- 강기화 : 미미 역
- 남정희 : 강 여사 친구 역
- 유혜정 : 프로덕션 작가 역
- 김명민
- 이한갈
- 조민기
- 이영범
- 편일태
- 이은희
- 이태란
- 김영철
- 양은용
- 조선주
- 조권탁
- 고미영
- 김미희
- 방경림
- 박윤현
- 김주혁
- 박미영
- 이희정
- 황정미

## 수상
- 1998년 SBS 연기대상 여자 최우수연기상 이영애
- 1998년 SBS 연기대상 남자 우수연기상 이경영
- 1998년 SBS 연기대상 신인상 임유진

## 참고 사항
- 한동안 활동이 뜸했던 이영애, 황수정, 유혜정의 복귀작이다.[1]
- 황수정과 김호진의 표정이나 말투가 과장되고 굼떠 극의 흐름을 자주 끊는다는 지적을 받았다.[2]
- 말 없이 불우 청소년들을 후원하는 춘봉의 역할이 동화 《키다리 아저씨》의 주인공과 유사하여 '현대판 키다리 아저씨'로도 홍보되었다.[3]
- 황수정이 연기한 승희는 아버지의 파산으로 어려웠던 시절에 춘봉의 도움을 받았고, 후에 나이 차이가 많이 나는 춘봉에게 끌리는 캐릭터이다.